# تشارلز بال (كاتب سير ذاتية)
تشارلز بال (بالإنجليزية: Charles Ball)‏ هو كاتب سير ذاتية أمريكي، (ولد في مقاطعة كالفرت في الولايات المتحدة 1780  م).